# Băcani
Băcani è un comune della Romania di 2 884 abitanti, ubicato nel distretto di Vaslui, nella regione storica della Moldavia.
Il comune è formato dall'unione di 5 villaggi: Băcani, Băltățeni, Drujești, Suseni, Vulpășeni.